# قسم كاكاوند الشرقي الريفي (مقاطعة دلفان)
قسم كاكاوند الشرقي الريفي (بالفارسية: دهستان کاکاوند شرقی) هي منطقة ريفية تقع في منطقة كاكاوند في إيران. يقدر عدد سكانها بـ 8,241 نسمة .